# Streator
Streator é uma cidade localizada no estado americano de Illinois, no Condado de La Salle e Condado de Livingston.

## Demografia
Segundo o censo americano de 2000, a sua população era de 14.190 habitantes.
Em 2006, foi estimada uma população de 13.899, um decréscimo de 291 (-2.1%).

## Geografia
De acordo com o United States Census Bureau tem uma área de
14,9 km², dos quais 14,9 km² cobertos por terra e 0,0 km² cobertos por água.

## Localidades na vizinhança
O diagrama seguinte representa as localidades num raio de 16 km ao redor de Streator.